# Ardisia kivuensis
Ardisia kivuensis är en viveväxtart som beskrevs av A. Taton. Ardisia kivuensis ingår i släktet Ardisia och familjen viveväxter. Inga underarter finns listade i Catalogue of Life.